# Stormvogels in het seizoen 1954/55
Het seizoen 1954/1955 was het eerste jaar in het bestaan van de IJmuidense betaaldvoetbalclub Stormvogels. De club kwam uit in de Eerste klasse A en daarin op de vijfde plaats, dit betekende dat de club in het nieuwe seizoen uitkwam op het hoogste voetbalniveau.

## Wedstrijdstatistieken

### Eerste klasse B(afgebroken)
|       | Ajax | Be Quick | DOS   | EDO | Enschedese Boys | Go Ahead | Heracles | N.E.C. | Rigtersbleek | Veendam | De Volewijckers | Zwolsche Boys |
| ----- | ---- | -------- | ----- | --- | --------------- | -------- | -------- | ------ | ------------ | ------- | --------------- | ------------- |
| Thuis | –    | 0 – 0    | –     | –   | –               | 2 – 2    | –        | –      | –            | –       | 2 – 1           | 1 – 1         |
| Uit   | –    | –        | 3 – 3 | –   | –               | –        | 1 – 0    | –      | 3 – 3        | 1 – 3   | –               | –             |

### Eerste klasse A
|       | Amsterdam | DOS   | Emma  | Excelsior | Go Ahead | SHS   | Leeuwarden | LONGA | MVV   | NAC   | Roda Sport | Veendam | Zwolsche Boys |
| ----- | --------- | ----- | ----- | --------- | -------- | ----- | ---------- | ----- | ----- | ----- | ---------- | ------- | ------------- |
| Thuis | 0 – 0     | 3 – 3 | 3 – 0 | 1 – 1     | 1 – 1    | 2 – 1 | 5 – 2      | 3 – 2 | 3 – 0 | 2 – 3 | 2 – 5      | 6 – 1   | 0 – 0         |
| Uit   | 0 – 1     | 3 – 2 | 2 – 1 | 3 – 0     | 1 – 2    | 2 – 1 | 0 – 0      | 2 – 1 | 4 – 3 | 2 – 0 | 1 – 1      | 3 – 3   | 0 – 3         |

## Statistieken Stormvogels 1954/1955

### Eindstand Stormvogels in de Nederlandse Eerste klasse A 1954 / 1955
| Stand | Gespeeld | Gewonnen | Gelijk | Verloren | Punten | Doelpunten voor | Doelpunten tegen |
| ----- | -------- | -------- | ------ | -------- | ------ | --------------- | ---------------- |
| 8e    | 26       | 9        | 8      | 9        | 26     | 49              | 42               |

### Eindstand Stormvogels in de Nederlandse Eerste klasse B 1954 / 1955 (afgebroken)
| Stand | Gespeeld | Gewonnen | Gelijk | Verloren | Punten | Doelpunten voor | Doelpunten tegen |
| ----- | -------- | -------- | ------ | -------- | ------ | --------------- | ---------------- |
| 5e    | 8        | 2        | 5      | 1        | 9      | 14              | 12               |

### Topscorers
| #      | Naam               | Goal |
| ------ | ------------------ | ---- |
| 1.     | Jan Luppens        | 13   |
| 1.     | Gouke van der Meer | 13   |
| 3.     | Jan Snoeks         | 5    |
| 3.     | Jan van der Steen  | 5    |
| 5.     | Henk Snoeks        | 4    |
| 5.     | Ben Freriks        | 4    |
| 7.     | Cees Stelling      | 2    |
| 8.     | Piet Goedhart      | 1    |
| 8.     | Snoeks             | 1    |
| 8.     | Freek Venus        | 1    |
| Totaal | Totaal             | 49   |

| #              | Naam                 | Goal |
| -------------- | -------------------- | ---- |
| 1.             | Gouke van der Meer   | 4    |
| 2.             | Jan Luppens          | 3    |
| 2.             | Jan Tol              | 3    |
| 4.             | Rende Luitjes        | 1    |
| 4.             | Snoecks              | 1    |
| 4.             | J. Veldman           | 1    |
| Eigen doelpunt |                      |      |
| 1.             | Max Rosies (Veendam) | 1    |
| Totaal         | Totaal               | 14   |